# 特拉維夫巴士總站

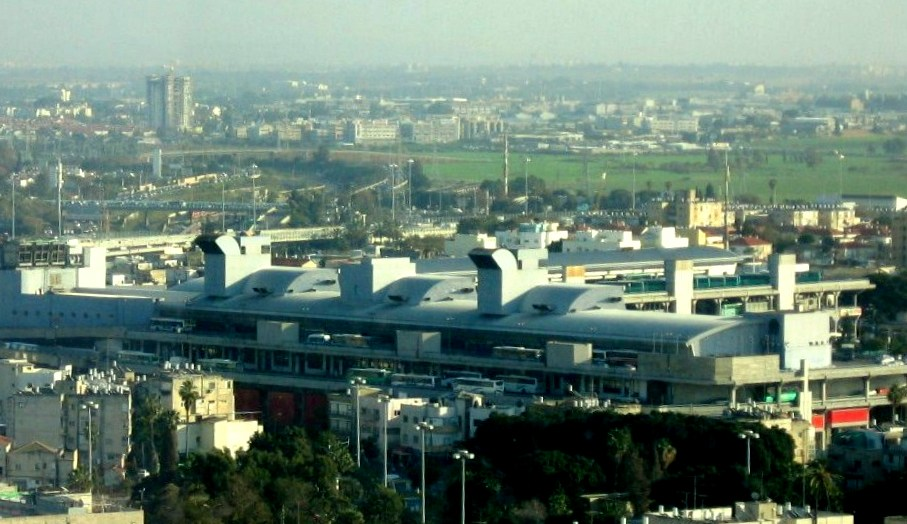
外觀

特拉維夫巴士總站，又稱新巴士總站（希伯來語：התחנה המרכזית החדשה，HaTahana HaMerkazit HaHadasha），是以色列特拉維夫主要的巴士站，位於特拉維夫南部。特拉維夫巴士總站開業於1993年8月17日，是世界第二大巴士站。巴士總站內還有一個大型購物中心。2018年，特拉維夫巴士總站日均約有8萬人使用。